# Isabelle Neville
Titres
Duchesse de Clarence
11 juillet 1469 – 22 décembre 1476
(7 ans, 5 mois et 11 jours)
Comtesse de Warwick
25 mars 1472 – 22 décembre 1476
(5 ans, 10 mois et 14 jours)
Comtesse de Salisbury
25 mars 1472 – 22 décembre 1476
(5 ans, 10 mois et 14 jours)
Isabelle Neville (5 septembre 1451 – 22 décembre 1476) est la fille aînée de Richard Neville, comte de Warwick, dit le « faiseur de rois ». Elle épousa Georges Plantagenêt, frère des rois Édouard IV et Richard III, en 1469. De cette union naquirent deux enfants : Margaret et Édouard. Elle fut duchesse de Clarence.

## Biographie
Isabelle Neville est née au château de Warwick en 1451, propriété des comtes de Warwick. Elle grandit avec sa sœur cadette Anne principalement dans le château de Middleham et fait la connaissance des deux fils cadets du duc Richard d'York : Georges , duc de Clarence (son futur mari) et Richard, duc de Gloucester (futur Richard III) qui épousera plus tard sa sœur Anne. 
Elle est mariée par son père, Richard Neville, comte de Warwick dit le « faiseur de rois » à Georges Plantagenêt, frère cadet du roi Édouard IV et premier duc de Clarence, car il espère renverser le roi Édouard et mettre Georges sur le trône pour voir une de ses filles un jour Reine d'Angleterre. Elle l'épouse secrètement à Calais le 11 juillet 1469 contre le gré du roi Édouard qui craignait que Warwick se rapproche trop près du trône. Mais la première rébellion de Warwick et Clarence n'aboutit pas, aucun soutien ne leur venant de la part de la noblesse anglaise.
Clarence et Warwick s'allient ensuite à l'ancienne reine Lancastre, Marguerite d'Anjou, reine consort d'Henri VI d'Angleterre. Warwick décide alors de marier sa seconde fille Anne à l'héritier de la maison de Lancastre, Édouard de Westminster, le Prince de Galles pour consolider son alliance avec la reine Marguerite et rétablir les Lancastre sur le trône. Comprenant qu'il n'a rien à gagner dans cette entreprise, le mari d'Isabelle décide de changer de camp à nouveau et de regagner la cour de son frère Édouard IV d'Angleterre et de sa femme la reine Élisabeth Woodville.

## Famille

Arbre généalogique simplifié d'Isabelle Neville.

Isabelle Neville est la fille de Richard Neville (16e comte de Warwick) dit « le faiseur de rois » et Anne de Beauchamp, 16e comtesse de Warwick. 

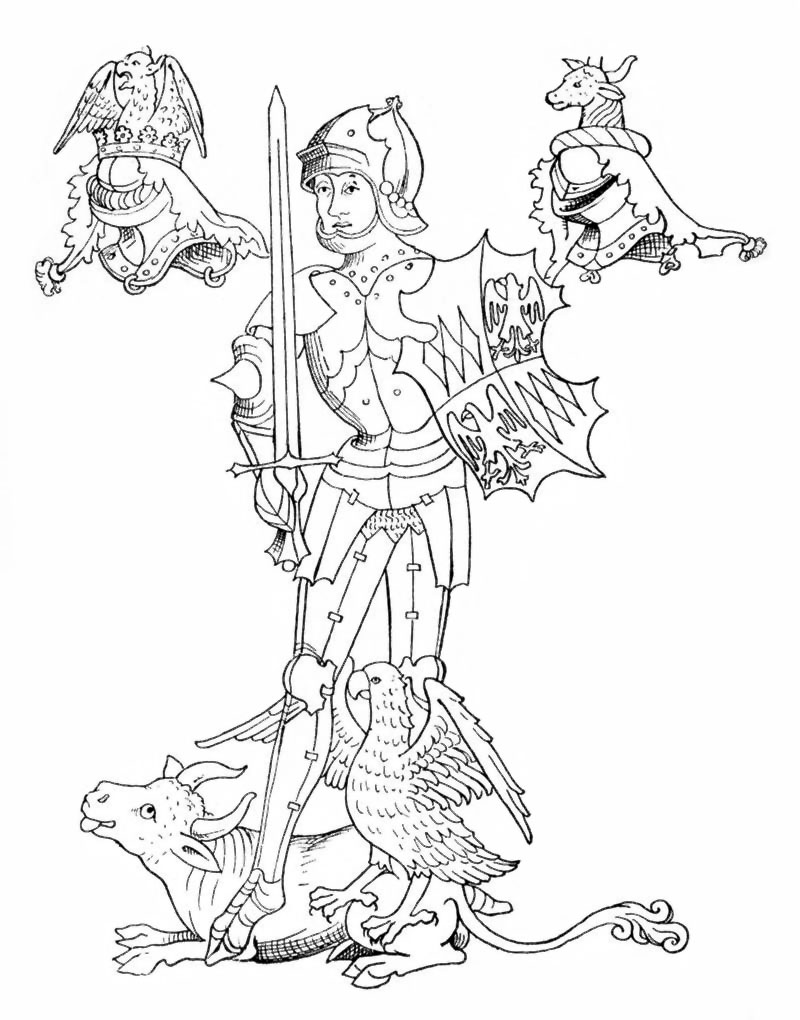
Richard Neville, dit « le faiseur de rois », père d'Isabelle Neville

Elle est la sœur d'Anne Neville, reine consort d'Angleterre et femme de Richard III d'Angleterre. Elle est la petite-nièce de Cécile Neville, Duchesse consort d'York, mère de son époux Georges ce qui la rendait cousine au second degré de celui-ci et de ses frères.

## Mariage et enfants

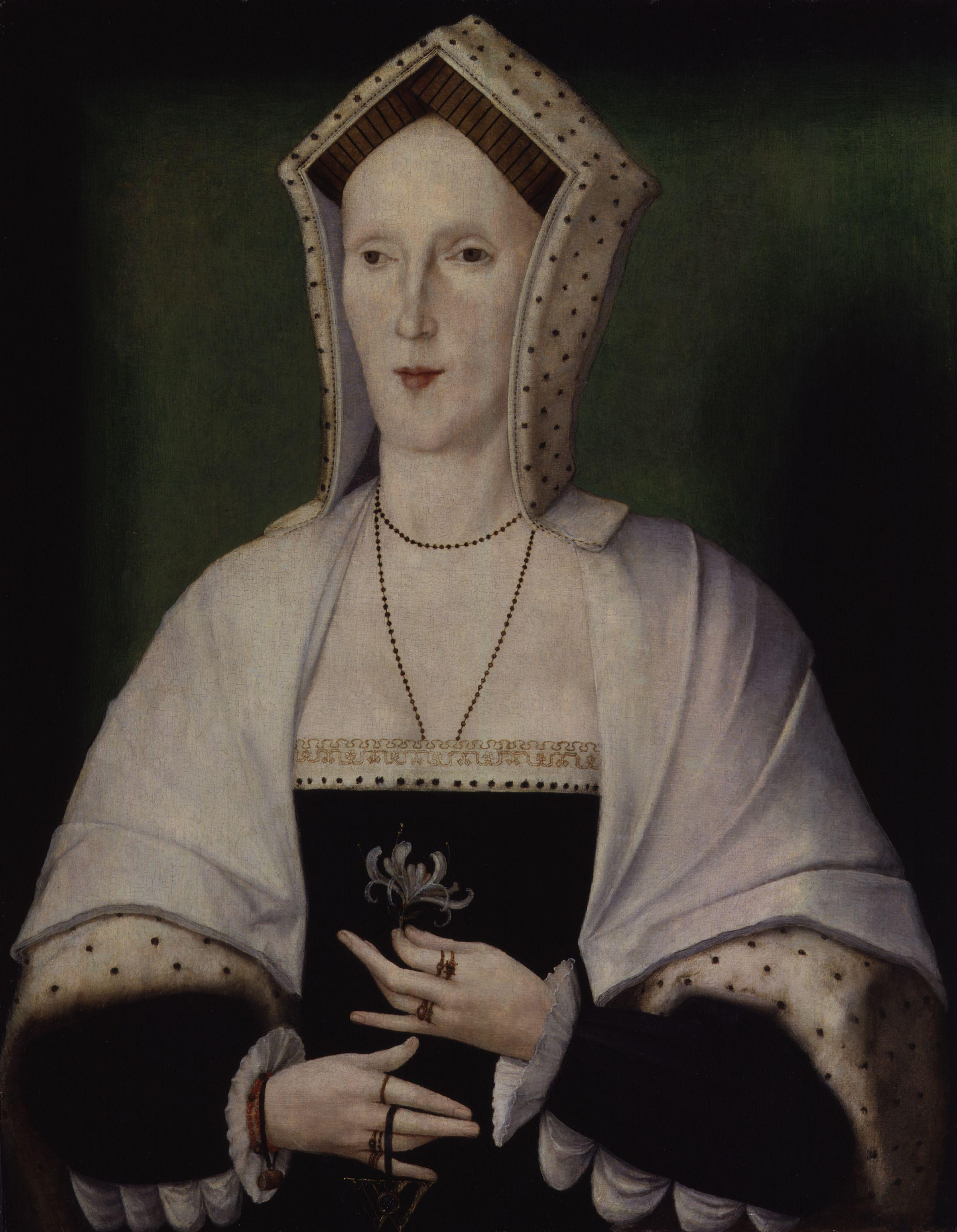
Margaret Pole, fille d'Isabelle Neville

1. Un fils (16 avril 1470 - 17 avril 1470). Mort sur un bateau se rendant à Calais.
2. Margaret Pole, comtesse de Salisbury (14 août 1473 - 27 mai 1541). Épouse Sir Richard Pole. Exécutée par le roi Henri VIII d'Angleterre.
3. Édouard Plantagenêt, comte de Warwick, (25 février 1475 - 28 novembre 1499). Exécuté par le roi Henri VII d'Angleterre pour avoir tenté une fuite de la Tour de Londres.
4. Richard Plantagenêt (6 octobre 1476 - 1er janvier 1477). Mort jeune.

## Mort
Isabelle Neville est morte le 22 décembre 1476, c'est-à-dire deux mois et demi après la naissance de son dernier enfant, Richard, probablement de fièvre puerpérale due à l'accouchement. 
Néanmoins, son mari accuse une de ses femmes d'honneur, Ankarette Twynyho, de l'avoir tuée. Ankarette est condamnée à mort et exécutée par Clarence le 12 avril 1477. En février 1478, cependant, Roger Twynyho, petit-fils d'Ankarette, reçoit peu après l'exécution de Clarence un pardon total du roi Édouard IV.

## Dans la fiction
Isabelle Neville apparaît notamment dans les œuvres de fiction ci-dessous:
- Les romans The White Queen (2009), et The Kingmaker's Daughter (La fille du faiseur de rois) par Philippa Gregory. Le premier est consacré à Élisabeth Woodville, le second à la sœur d'Isabelle Anne Neville ; Isabelle y est un personnage secondaire.
- La série télévisée The White Queen (La reine blanche), adaptation du roman du même nom, où elle est jouée par Eleanor Tomlinson.